# نوریاکی سوگیاما
نوریاکی سوگیاما (انگلیسی: Noriaki Sugiyama؛ زادهٔ ۹ مارس ۱۹۷۴) صداپیشگی در ژاپن، و موسیقی‌دان اهل ژاپن است. وی از سال ۱۹۹۹ میلادی تاکنون مشغول فعالیت بوده‌است.